# 문화중학교 (경북)
문화중학교(文化中學校)는 대한민국 경상북도 경주시 충효동에 위치한 사립 중학교이다.

## 학교 연혁
- 1945년 10월 1일 : 문화 고등 여학원 개원식(개교기념일)
- 1945년 10월 1일 : 문화 고등 여학원 설립인가
- 1945년 10월 1일 : 문화 중학원으로 교명 변경
- 1945년 10월 1일 : 문화 중학교로 교명 변경(3년제로 개편)
- 1951년 10월 11일 : 문화 고등학교 설립 인가
- 1985년 3월 1일 : 문화중·고등학교 분리(중학교 정인화 교장 취임)
- 1996년 7월 18일 : 경주시 충효동 새 교사로 이전
- 2024년 2월 2일 : 제77회 졸업식(졸업생 연인원 18,121명)
- 2024년 3월 1일 : 김용출 교장 취임

## 참고 자료
- 문화중학교 - 한국교육학술정보원 학교알리미